# Ель-Фашир
Ель-Фашир, раніше — Ель-Фашер (араб. الفاشر) — місто в західній частині Судану.

## Географія
Місто знаходиться в центрі оази Ель-Фашир і є адміністративним центром штату Північний Дарфур. Розташоване за 195 км на північний схід від міста Ньяла, на висоті 752 м над рівнем моря .

### Клімат
Місто знаходиться у зоні, котра характеризується кліматом тропічних пустель. Найтепліший місяць — травень із середньою температурою 30 °C (86 °F). Найхолодніший місяць — січень, із середньою температурою 20.6 °С (69 °F).
| Клімат Ель-Фашира       | Клімат Ель-Фашира | Клімат Ель-Фашира | Клімат Ель-Фашира | Клімат Ель-Фашира | Клімат Ель-Фашира | Клімат Ель-Фашира | Клімат Ель-Фашира | Клімат Ель-Фашира | Клімат Ель-Фашира | Клімат Ель-Фашира | Клімат Ель-Фашира | Клімат Ель-Фашира | Клімат Ель-Фашира |
| Показник                | Січ.              | Лют.              | Бер.              | Квіт.             | Трав.             | Черв.             | Лип.              | Серп.             | Вер.              | Жовт.             | Лист.             | Груд.             | Рік               |
| Абсолютний максимум, °C | 38                | 41                | 42                | 45                | 43                | 42                | 42                | 44                | 41                | 41                | 39                | 37                | 45                |
| Середній максимум, °C   | 31                | 32                | 36                | 38                | 39                | 38                | 35                | 33                | 36                | 37                | 34                | 31                | 35                |
| Середня температура, °C | 20                | 21                | 25                | 27                | 29                | 29                | 28                | 26                | 28                | 27                | 23                | 20                | 25                |
| Середній мінімум, °C    | 10                | 11                | 14                | 17                | 20                | 21                | 21                | 20                | 20                | 17                | 13                | 10                | 16                |
| Абсолютний мінімум, °C  | 1                 | 0                 | 4                 | 10                | 11                | 14                | 16                | 15                | 12                | 10                | 5                 | 2                 | 0                 |
| Норма опадів, мм        | 0                 | 0                 | 0                 | 0                 | 10                | 10                | 100               | 130               | 30                | 0                 | 0                 | 0                 | 300               |
| Днів з дощем            | 0                 | 0                 | 0                 | 0                 | 1                 | 1                 | 7                 | 8                 | 2                 | 0                 | 0                 | 0                 | 21                |
| Вологість повітря, %    | 33                | 25                | 23                | 21                | 28                | 35                | 55                | 68                | 54                | 35                | 30                | 33                | 37                |
| ----------------------- | ----------------- | ----------------- | ----------------- | ----------------- | ----------------- | ----------------- | ----------------- | ----------------- | ----------------- | ----------------- | ----------------- | ----------------- | ----------------- |
| Джерело: Weatherbase    |                   |                   |                   |                   |                   |                   |                   |                   |                   |                   |                   |                   |                   |

## Історія
Наприкінці XVIII століття султан дарфурського султанату Абд аль-Рахман аль-Рашид переніс свою столицю до Ель-Фашира; місто будувалося і розвивалося навколо палацу султана. Історично місто було важливим пунктом на шляху проходження караванів.
В даний момент в місті знаходяться миротворчі сили ООН з місії ЮНАМІД. Недалеко від міста знаходяться кілька таборів біженців. У 1990 році указом президента Омара аль-Башира в Ель-Фаширі був заснований університет, який офіційно був відкритий в лютому 1991 року.
Ель-Фашир — одне з міст, які відвідала відома льотчиця Амелія Ерхарт при спробі облетіти навколо світу.

## Економіка
Є центром торгівлі сільськогосподарською продукцією (зернові, фрукти), вирощуваної в околицях. Сполучений дорогами з містами Ель-Генейна і Умм-Кеддада.

## Населення
За даними на 2009 рік населення Ель-Фашира становить 286277 осіб.
 Динаміка чисельності населення міста по роках: 
| 1973  | 1983  | 1993   | 2009   |
| ----- | ----- | ------ | ------ |
| 51932 | 84298 | 141884 | 286277 |